# Alenka Malej
Alenka Malej, slovenska biologinja, * 5. april 1948, Ljubljana.
Malejeva je diplomirala iz biologije na Biotehniški fakulteti v Ljubljani leta 1972 in tam leta 1977 tudi magistrirala, doktorat pa je uspešno zagovarjala leta 1984 na Naravoslovno-matematični fakulteti v Zagrebu. Njeno strokovno področje je morska biologija, ukvarja se predvsem z ekologijo in biologijo želatinoznega morskega planktona. V svoji karieri je bila vodja Morske biološke postaje in direktorica Operacijskega centra Slovenija Mednarodnega oceanografskega inštituta. Objavila je več kot 80 strokovnih del in sodelovala na več nacionalnih ter mednarodnih raziskovalnih projektih.
Za svoje delo je prejela več priznanj, med njimi nagrado Sklada Borisa Kidriča (1989), priznanje za raziskovalne dosežke, s katerimi se utrjuje in razvija identiteta Slovenije (2000), in veliko nagrado Miroslava Zeia, ki jo podeljuje Nacionalni inštitut za biologijo (2011).